# Соловейчик, Симон Львович
Си́мон Льво́вич Солове́йчик (1 октября 1930, Симферополь — 18 октября 1996, Москва) — советский и российский публицист, преподаватель, теоретик педагогики, журналист, теле- и радиоведущий.
Работал в педагогической журналистике с начала 1960-х годов и до конца своей жизни. В статьях, книгах, коллективных манифестах он обобщил и представил ключевые идеи «педагогики сотрудничества». В 1984—1988 годы был (наряду с главным редактором В. Ф. Матвеевым) идейным руководителем «Учительской газеты», в 1992 году создал газету «Первое сентября».
Автор книги «Педагогика для всех» (1977—1986), в которой изложил взгляды на педагогику.

## Биография
Родился в Симферополе 1 октября 1930 года, в семье литработника газеты «Красная звезда» Льва Исомеровича Савельева (Соловейчика; 1905—1989), в дальнейшем редактора Воениздата и писателя, автора книги «Дом сержанта Павлова». Мать, Хана Иосифовна Гроссман, во время войны была главврачом санитарного поезда, в послевоенные годы — заведующей медицинскими складами Московского военного гарнизона, позже — заведующей одной из московских аптек.
В войну два года провёл на Урале в эвакуации. Среднюю школу окончил в Москве в 1946 году. В 1953 году окончил филологический факультет МГУ. Преподавал русский язык и литературу в библиотечном техникуме города Зубцова. Тогда же начал печататься в центральной прессе. По возвращении в Москву работал в газете «Строитель стадиона». С 1958 года — корреспондент журнала «Пионер». С 1956 по 1977 год — корреспондент «Комсомольской правды».
В 1960—1970-е годы — автор большого количества публикаций на общественные, семейные, школьные, музыковедческие темы как в «Комсомольской правде», так и в «Литературной газете», «Неделе», журналах «Пионер», «Семья и школа» и других.
Член Союза журналистов с 1965 года и Союза писателей с 1972 года.
Вёл передачи на радиостанции «Маяк» под названием «Я купил пластинку», в разные годы вёл на центральном телевидении ежедневные передачи «Час ученичества» и «Педагогика для всех».
Во второй половине 1970-х годов уходит из всех газет и работает дома, в этот период написана «Педагогика для всех» и ряд других книг.
В 1985—1988 годы — специальный корреспондент и основной автор «Учительской газеты», возглавляемой Владимиром Фёдоровичем Матвеевым. Выступает организатором встреч педагогов-экспериментаторов и редактором четырёх резюмирующих эти встречи манифестов.
В 1988 году, после фактического разгрома матвеевской команды в «Учительской газете», Соловейчик становится обозревателем еженедельника «Новое время», где ведёт рубрику «Младший мир». В этот период он побывал во многих зарубежных школах и отразил свои впечатления в большой серии очерков школьной жизни разных стран мира.
В 1992 году основал и возглавил газету и издательский дом «Первое сентября».
Умер 18 октября 1996 года в Москве. Похоронен на Востряковском кладбище.

## Семья
Жена — Нина Грантовна Аллахвердова (род. 1938), сценарист. 

Их дети:
- Артём, педагог, главный редактор газеты «Первое сентября» (род. 1960)
- Екатерина, переводчик (род. 1961)
- Матвей (8 мая 1978 - 11 июня 2014)